# Richard Kohn
Richard Kohn, noto anche con il soprannome di Richard Dombi (Vienna, 27 settembre 1888 – 16 giugno 1963), è stato un calciatore e allenatore di calcio austriaco, di ruolo attaccante.

## Carriera
Da calciatore giocò per Winer AC, Wiener AF e Amateure Vienna in Austria e per MTK Budapest in Ungheria, dove ottenne per la prima volta il soprannome di "Dombi". Con la Nazionale austriaca prese parte ai Giochi Olimpici del 1912.
Da allenatore guidò Hertha Berlino, First Vienna, Barcellona, KS Warszawianka, Monaco 1860 e VfR Mannheim. Passò poi al Bayern Monaco, dove vinse il campionato tedesco battendo in finale l'Eintracht grazie a un gol di Oskar Rohr, acquistato dal Mannheim per suo volere. Dopo l'ascesa del nazismo Kohn, di etnia ebraica, tornò in Spagna per allenare nuovamente il Barcellona. Dopo un breve passaggio al Basilea approdò poi al Feyenoord, dove vinse il campionato olandese nel 1936 e nel 1939. Dopo la seconda guerra mondiale ebbe occasione di sedere sulla panchina della squadra di Rotterdam in altri due distinti periodi.

## Palmarès

### Allenatore

#### Competizioni nazionali
- Coppa spagnola 1

Barcellona: 1926
- Campionato catalano 1

Barcellona: 1926
- Campionato tedesco: 1

Bayern Monaco: 1931-1932
- Campionato olandese: 2

Feyenoord: 1935-1936, 1937-1938
- Coppa olandese (Zilveren Bal): 2

Feyenoord: 1937, 1939